# Raymond Salles
Raymond Julien Salles, né le 18 juillet 1920 à Paris et mort le 15 juin 1996 à Créteil (Val-de-Marne), est un rameur français. Il a notamment été champion olympique en deux barré avec Gaston Mercier aux Jeux olympiques de 1952.

## Palmarès

### Jeux olympiques
- Médaille d'or en deux barré aux Jeux olympiques d'été de 1952.

### Championnats d'Europe
- Médaille de bronze en Huit en 1953